# Iowa
Iowa es uno de los cincuenta estados que, junto con Washington D. C., forman los Estados Unidos de América. Su capital y ciudad más poblada es Des Moines. Está ubicado en la región Medio Oeste del país, división Centro Noroeste, limitando al norte con Minesota, al este con el río Misisipi que lo separa de Wisconsin (al noreste) e Illinois (al sureste), al sur con Misuri, al oeste con el río Misuri que lo separa de Nebraska, y al noroeste con el río Big Sioux que lo separa de Dakota del Sur. Fue admitido en la Unión el 28 de diciembre de 1846, como el estado número 29.
El 92% de la población del estado son blancos, y el mayor grupo étnico de Iowa son los alemanes, que componen el 35.7 % de la población del estado. Sus principales fuentes de renta son la manufactura, la agricultura y el turismo. Es el mayor productor de soja y etanol de los Estados Unidos, y posee el mayor rebaño porcino del país.
El nombre del estado proviene del pueblo nativo americano Iowa que habitaba la región. Los primeros europeos que exploraron la región fueron los franceses Louis Jolliet y Jacques Marquette en 1673, quienes describieron la región como verde y fértil. Los primeros colonos blancos se instalaron en la región en junio de 1833.

## Historia
Cuando los primeros humanos llegaron a Iowa desde hace más de 13 000 años, eran cazadores-recolectores que habitaban un paisaje glacial del pleistoceno. Cuando los exploradores europeos llegaron, los amerindios se habían convertido en agricultores con una infraestructura económica, social y política. Esta transformación se llevó a cabo de forma paulatina. Durante la época Arcaica (hace 10 500-2800 años) las personas se adaptaron a los nuevos entornos y ecosistemas y llegaron a ser sedentarios por lo que aumentó la población. Desde hace más de 3000 años, durante la época Arcaica tardía, los humanos en Iowa comenzaron a domesticar plantas y a cultivarlas. El período siguiente, conocido como el «período Woodland» (de bosque) se caracterizó por una dependencia mayor en la agricultura y por una estructura social más compleja. Se incrementó el uso de los montículos y la cerámica. Durante el período prehistórico tardío, que inició alrededor del 900 d. C., se aumentó el cultivo del maíz. Los cambios sociales fomentaron asentamientos estables. Con la llegada de los productos y enfermedades de Europa por medio de los exploradores y colonizadores, se diezmó la población local, afectando la economía y la estructura social.

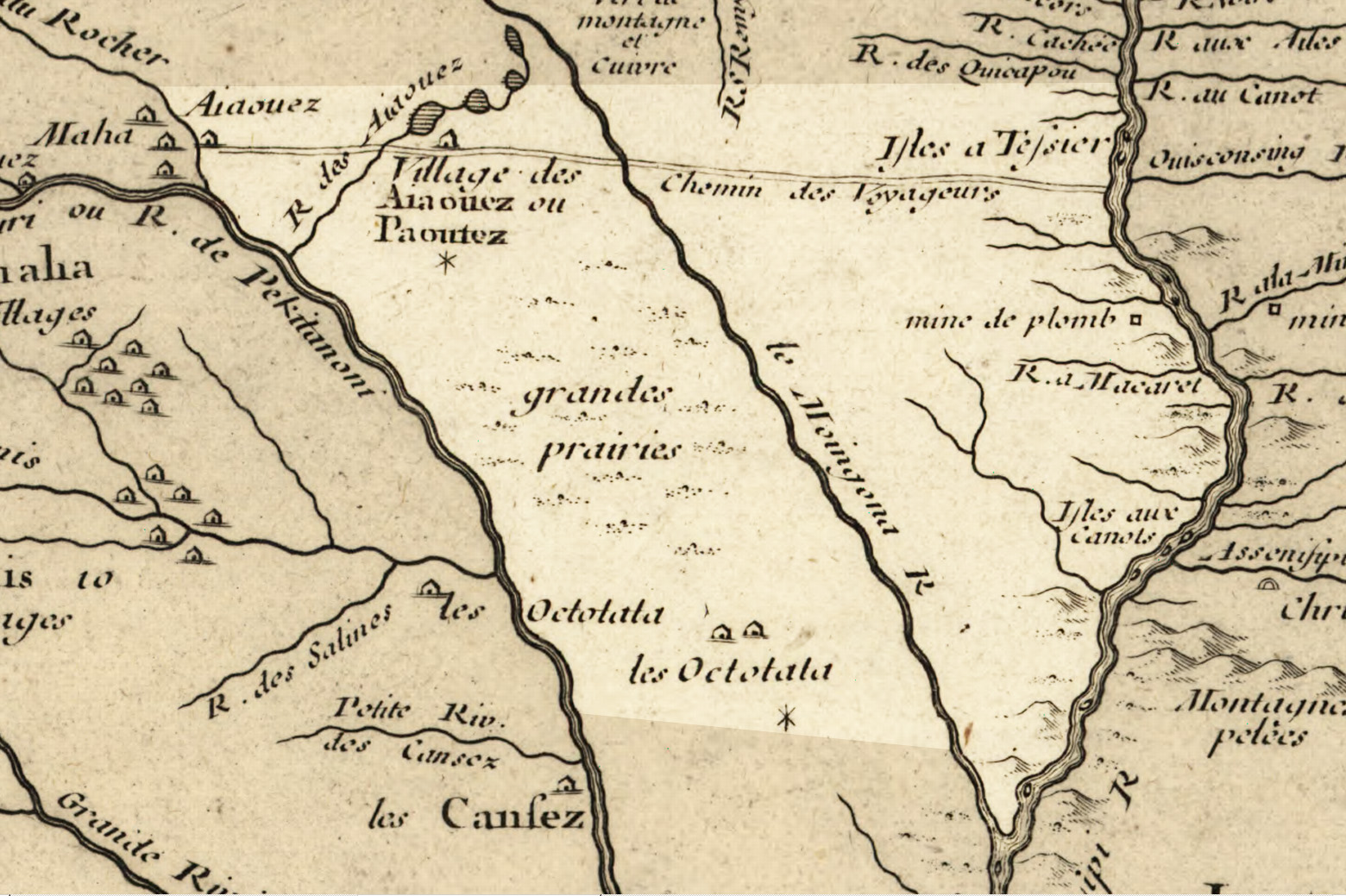
Iowa en 1718. El estado moderno aparece en color más claro.

Los primeros europeos que visitaron la región fueron los exploradores franceses Louis Jolliet y Jacques Marquette en 1673. Llegaron navegando por el río Misisipi, y después de examinar la zona escribieron que Iowa parecía ser una región verde y fértil. El territorio estaba ocupado por las naciones: ioway, sauk, mesquaki, sioux, potawatomi, otoe y misuri.
Julien Dubuque (1762‑1810), nacido de padres normandos en St. Pierre les Brecquets, en la ribera sureña del río San Lorenzo, un poco más de cien kilómetros al oriente de la ciudad de Quebec, Canadá, fue el primer europeo que vivió en lo que es ahora Iowa. En 1788 consiguió permiso de los jefes de la tribu fox (y, posteriormente, también de las autoridades españolas) para minar galena (sulfuro de plomo) en las lomas al lado del río Misisipi, en los contornos de la ciudad que hoy lleva su nombre.
Estados Unidos obtuvo Iowa como parte de la Compra de la Luisiana en 1803. Los patowatamie, oto y misuri habían vendido su territorio al gobierno federal antes de 1830, y en junio de 1833 comenzó la colonización oficial de Iowa por parte de los Estados Unidos. La mayor parte de los primeros colonos procedían de Ohio, Pensilvania, Nueva York, Indiana, Kentucky y Virginia.
Los primeros colonos enfrentaron una vida solitaria y dura en las primeras décadas. Tenían que adaptarse a la pradera extensa que carecía de árboles y que padecía de incendios anuales extensos del pasto silvestre que cubría todo el terreno. Solo el extremo oriente del territorio tenía bosques suficientes para abastecer las necesidades de construcción de vivienda y de combustible. La llegada del ferrocarril en las décadas de 1850 y de 1860 abrieron más el mercado nacional e internacional a los productos agrícolas de la región, y la población creció de 43 112 (1840) a 1 194 020 (1870). Como resultado parcial de una campaña oficial para atraer inmigrantes en 1869, llegaron muchos de países europeos (primordialmente de Alemania, Suecia, Noruega y Holanda).
El gobierno federal aceptó a Iowa en calidad de estado de la Unión el 28 de diciembre de 1846.

## Geografía física

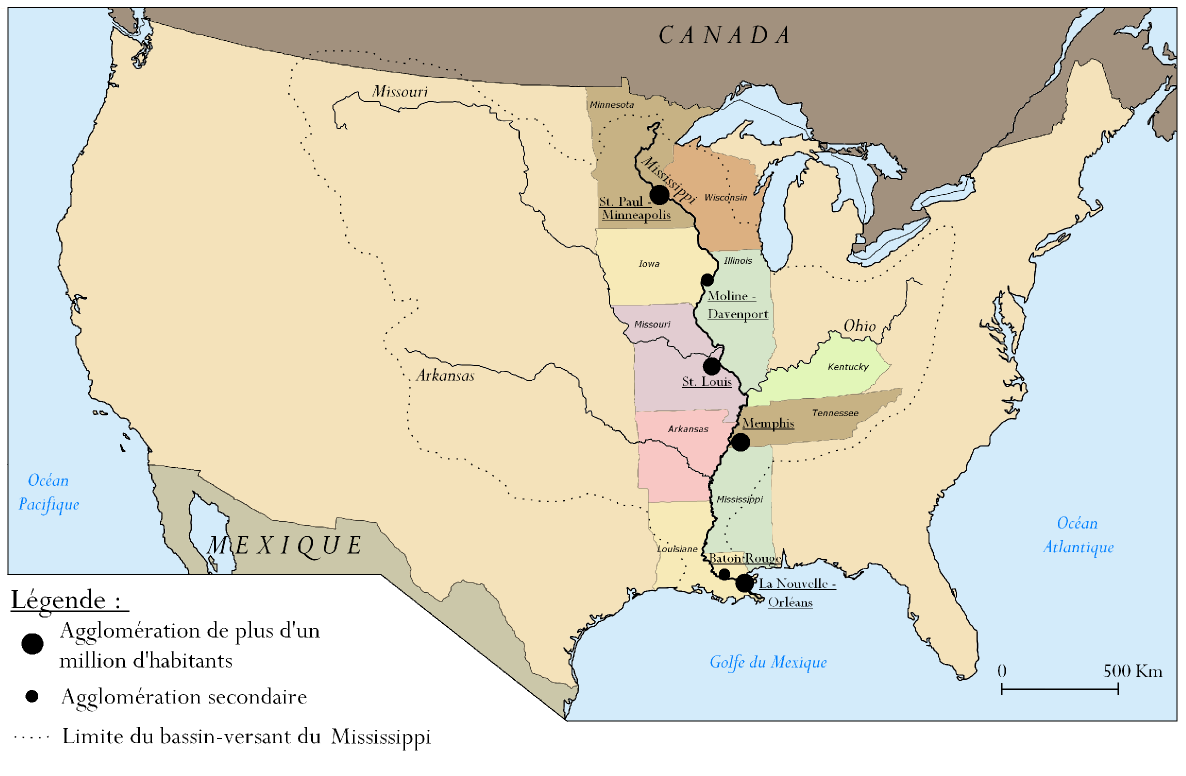
El límite este de Iowa —con Wisconsin e Illinois— lo forma el río Misisipi.

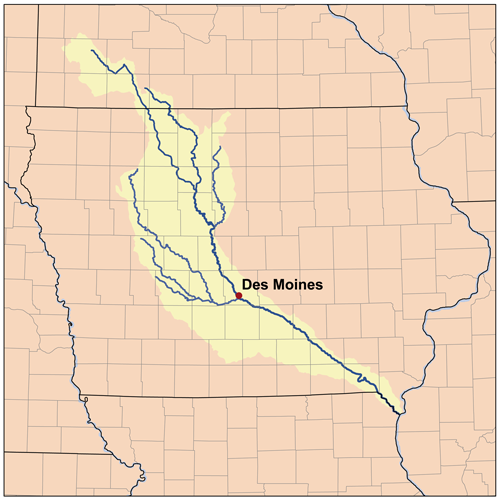
El río Des Moines cruza Iowa en dirección sureste, y pasa por su capital, también Des Moines.

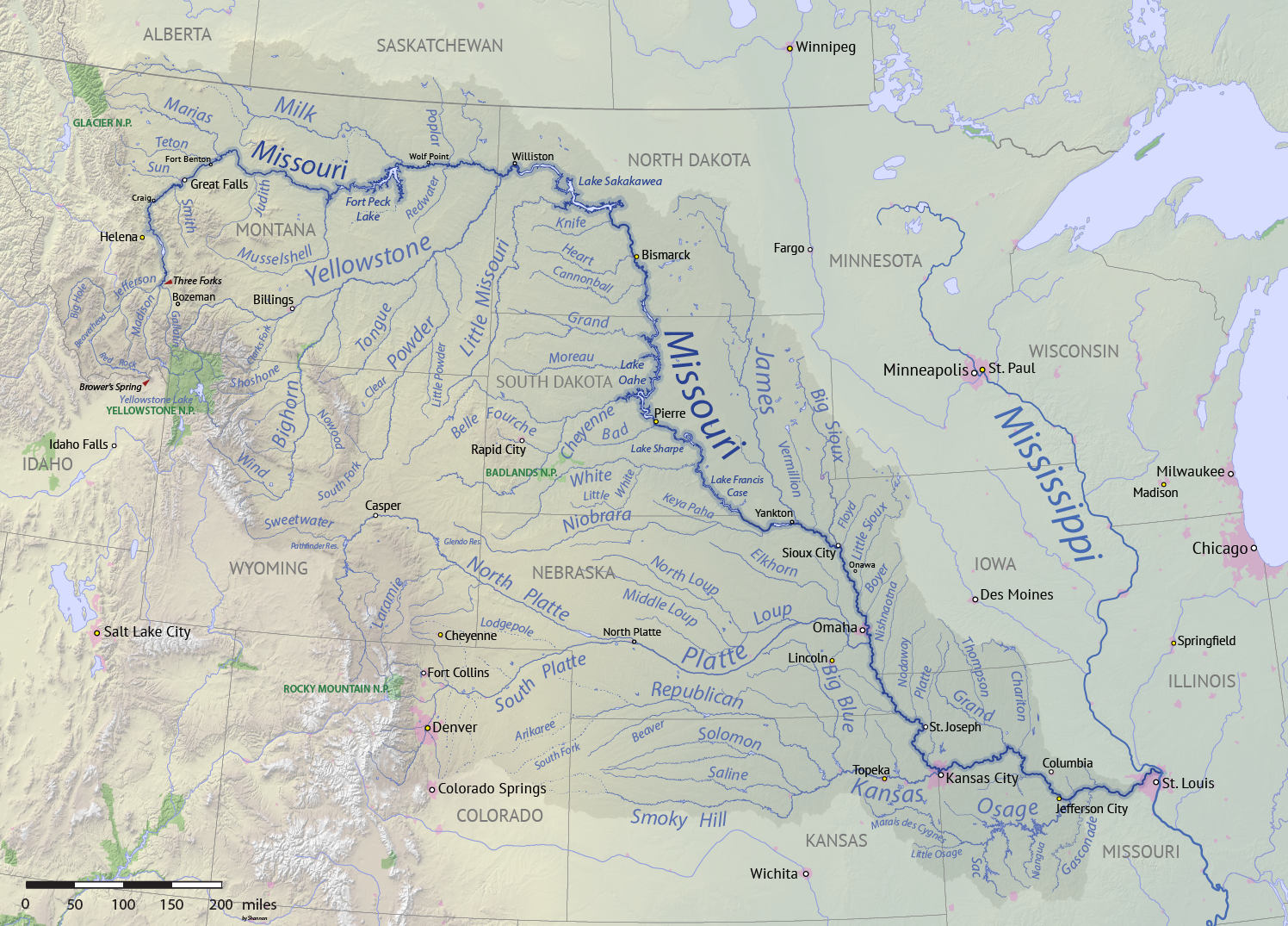
El Misuri forma la parte de su frontera oeste con Nebraska.

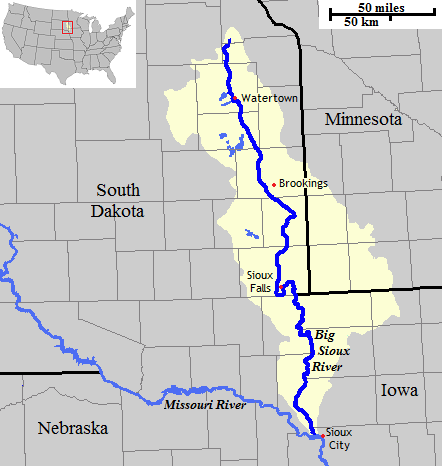
Por último, el río Big Sioux marca su frontera noroccidental, con Dakota del Sur

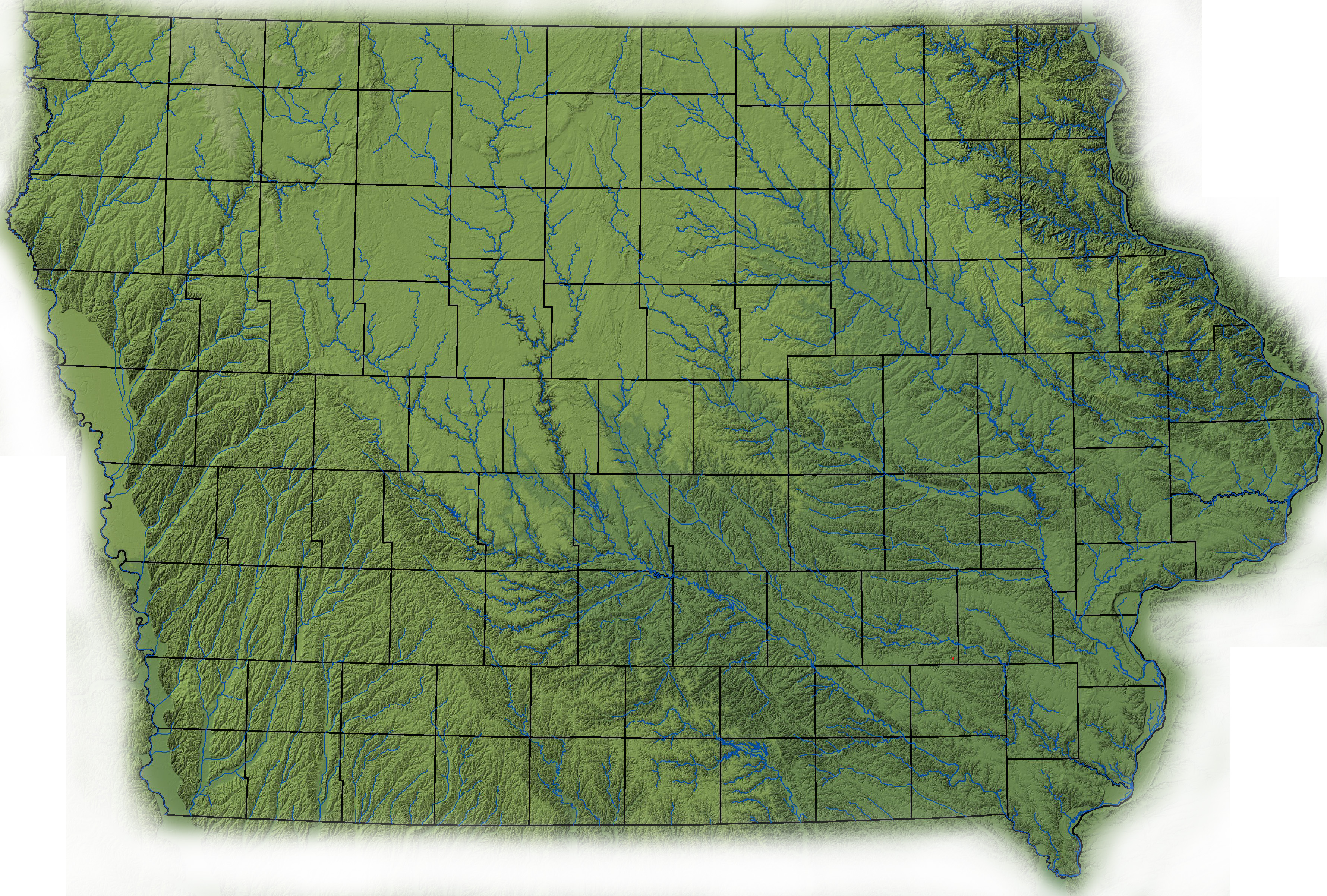
Mapa topográfico de Iowa, con sus condados y las principales corrientes de agua

Iowa colinda con los estados de Minnesota por el norte, con Nebraska por el oeste, con Dakota del Sur por el noroeste, con Misuri por el sur, con Wisconsin por el noreste y con Illinois por el este. El río Misisipi constituye la frontera oriental del estado, y el río Misuri la oeste. Iowa tiene noventa y nueve condados. La capital del estado, Des Moines, está localizada en el condado de Polk.
Hay varios lagos naturales en el estado, los más importantes son los lagos Spirit, West Okoboji y East Okoboji, en el noroeste de Iowa. Los lagos artificiales son: Odessa, Saylorville, Red Rock, Coralville, MacBride y Rathbun.
La topografía del estado está formada por llanuras con suaves ondulaciones. Se observan colinas de loess a lo largo de la frontera occidental del estado, algunas de las cuales tienen una profundidad de varios cientos de pies. En el noreste, a lo largo del río Misisipí, se halla una sección de la Driftless Zone, que en Iowa consiste en bajas colinas rugosas cubiertas de un paisaje de coníferas —un paisaje no asociado por lo general con este estado—.
El punto de menor elevación es Keokuk, en el sudeste de Iowa, con 146 m, y el punto más elevado, con 509 m de altitud, es Hawkeye Point, localizado al norte de la ciudad de Sibley, en el noroeste de Iowa. La elevación media del estado es de 335 m. Considerando el tamaño del estado (145 743 km²), hay muy poca diferencia de elevación.
Iowa tiene el promedio más alto de concentraciones de radón de la nación debido a la significativa glaciación que trituró las rocas graníticas del Escudo Canadiense y se depositó en los suelos, enriqueciendo las tierras de labranza de Iowa. A causa de la gran superficie del área de tierra rocosa, el radón se libera como gas en ebullición desde los suelos. Muchas ciudades del estado, como Iowa City, han aprobado exigencias de resistencia al radón para la construcción de todas las nuevas viviendas.

### Clima

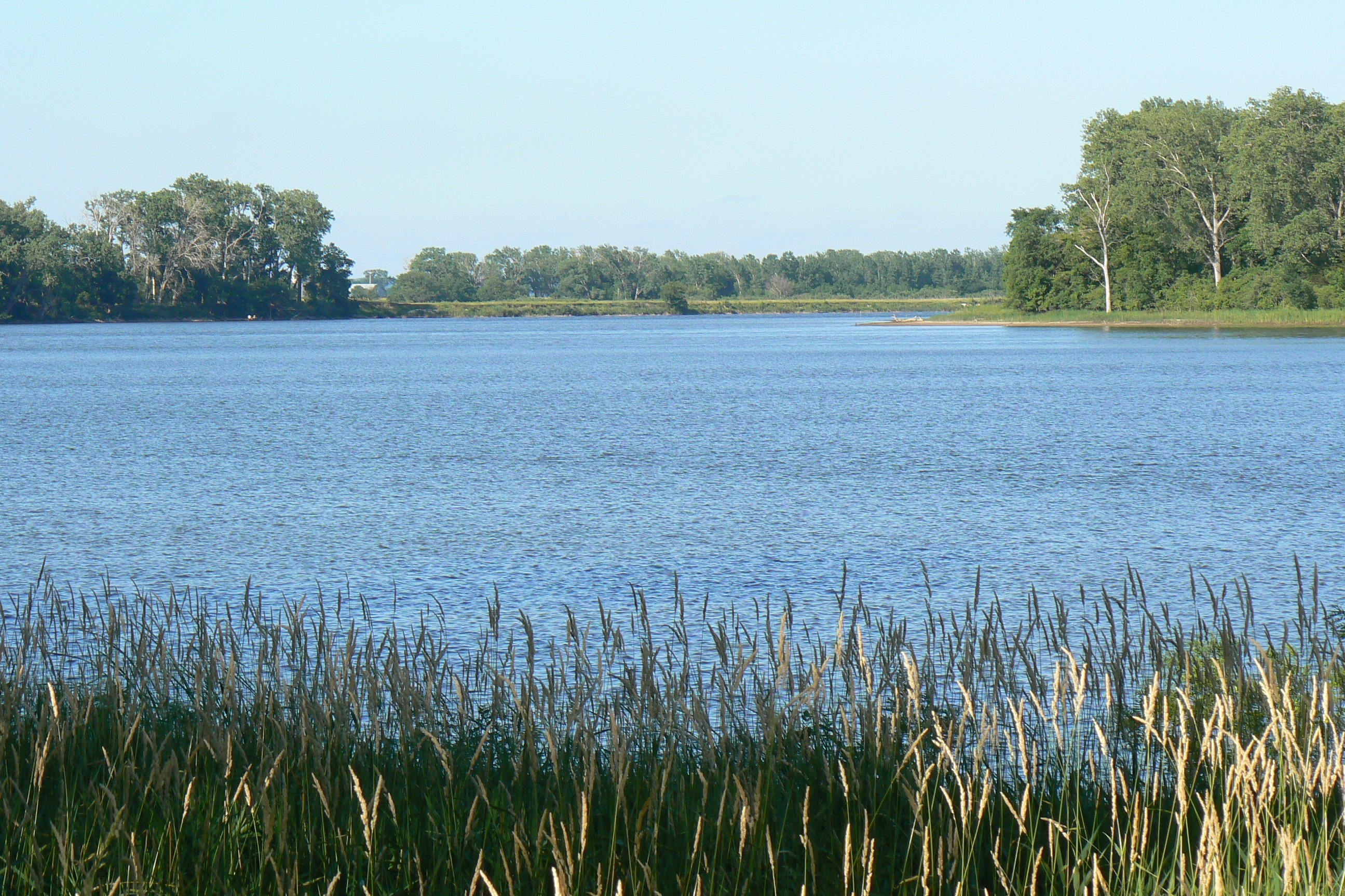
Lago DeSoto en el Refugio de la vida salvaje DeSoto.

Iowa, como la mayor parte de la región Medio Oeste, tiene un clima continental húmedo en todo el estado (clasificación climática de Köppen «Dfa») con temperaturas extremas tanto de calor como de frío. La temperatura anual media en Des Moines es de 10 °C); para algunas posiciones en el norte está por debajo de 8 °C, mientras Keokuk, en el río Misisipi, tiene un promedio de 12 °C. Los inviernos son rigurosos y las nevadas son comunes, la capital (Des Moines) recibió un promedio de 92 cm por temporada. La primavera anuncia el principio de la temporada meteorológica severa, que trae un aumento de la precipitación y eleva las temperaturas. El verano de Iowa es conocido por el calor y la humedad, con temperaturas durante el día a menudo cerca de los 32 °C y a veces de más de 38 °C.
Tiene una media de cincuenta días de actividad de tormentas eléctricas por año. Algunas de estas tormentas pueden ser intensas, con fuertes vientos y granizo. El estado tiene un riesgo moderadamente alto de actividad de tornados, con treinta y siete tornados de media por año, la mayoría durante los meses de primavera y verano.
| Temperaturas mensuales normales (altas y bajas), en °F, de varias ciudades de Iowa |       |       |       |       |       |       |       |       |       |       |       |       |
| Ciudad                                                                             | Ene   | Feb   | Mar   | Abr   | May   | Jun   | Jul   | Ago   | Sep   | Oct   | Nov   | Dic   |
| Davenport                                                                          | 30/12 | 36/18 | 48/29 | 61/39 | 73/50 | 82/60 | 86/65 | 84/62 | 77/53 | 64/42 | 48/30 | 35/18 |
| Des Moines                                                                         | 29/12 | 35/18 | 48/29 | 61/40 | 72/51 | 82/61 | 86/66 | 84/64 | 76/54 | 64/42 | 47/29 | 33/17 |
| Dubuque                                                                            | 25/9  | 31/15 | 43/26 | 57/38 | 69/49 | 79/58 | 82/62 | 80/60 | 72/52 | 60/40 | 44/28 | 30/15 |
| Sioux City                                                                         | 29/8  | 35/15 | 47/26 | 62/37 | 73/49 | 82/58 | 86/63 | 84/61 | 76/50 | 64/38 | 45/25 | 32/13 |
| Waterloo                                                                           | 26/6  | 32/13 | 45/25 | 60/36 | 72/48 | 82/58 | 85/62 | 83/60 | 75/50 | 62/38 | 45/25 | 31/12 |
| Fuente: www.ustravelweather.com                                                    |       |       |       |       |       |       |       |       |       |       |       |       |

## Administración y política

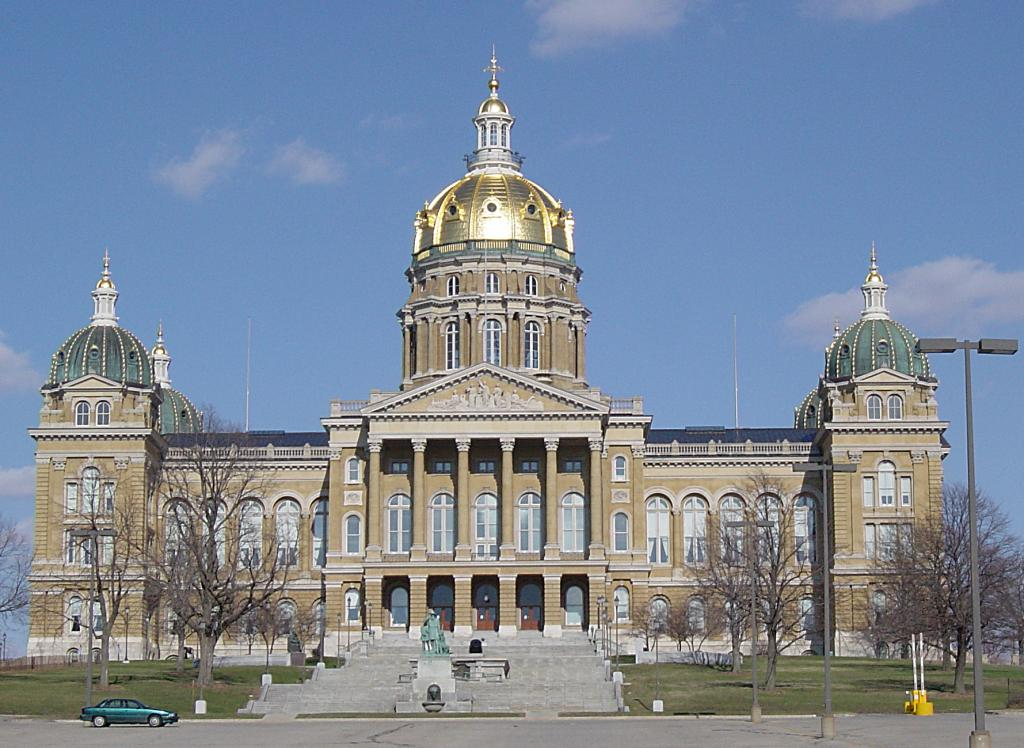
Capitolio Estatal de Iowa, en Des Moines

En Iowa, el término partido político se refiere a organizaciones que han recibido el dos por ciento o más de los votos emitidos para el presidente o el gobernador en «las últimas elecciones generales precedentes». Iowa reconoce dos partidos políticos (Demócratas y Republicanos). Otros partidos, oficialmente denominados "organizaciones políticas independientes", pueden aparecer también en las candidaturas —cinco de éstas han tenido a candidatos en las elecciones en Iowa desde 2004 para varios puestos: el Partido de la Constitución, el Partido de los Verdes de Iowa, el Partido Libertario, el Partido Pirata y el Partido Socialista de los Trabajadores.
Los votantes de Iowa apoyaron a Bill Clinton en las elecciones presidenciales de 1992 y 1996. Al Gore ganó el estado en 2000, y George W. Bush en 2004. En las elecciones de 2006, el partido demócrata obtuvo dos escaños en la delegación de Iowa en la Cámara de Representantes, y los demócratas ganaron la mayoría en ambas Cámaras en la Asamblea General de Iowa.
El Code of Iowa («Código de Iowa») contiene las leyes estatutarias del estado. Se actualiza periódicamente a través de la Oficina del Servicio Legislativo de Iowa con una nueva edición publicada en los años impares, y con un suplemento publicado en los años pares.

### Caucus
El estado recibe una considerable atención cada cuatro años porque en este estado tiene lugar el primer caucus presidencial, una reunión de votantes para seleccionar a los delegados a la convención estatal, la etapa primaria o preliminar en la que cada partido decide quién recibirá la nominación de su partido a la presidencia de los Estados Unidos.
Junto con las primarias de Nuevo Hampshire una semana más tarde, se ha convertido en el arma inicial para elegir candidatos a presidente de los dos principales partidos políticos de país. El caucus, celebrado en enero del año de elección, implica a las personas que se reúnen en casas o sitios públicos y eligen a su candidato, en lugar de realizarse votaciones secretas, como se hace en una elección primaria. Los medios de comunicación nacionales e internacionales otorgan a Iowa (y a Nuevo Hampshire) aproximadamente la mitad de su atención en el proceso de selección del candidato nacional, lo que da a los votantes una enorme influencia. Aquellos que entran en la carrera del caucus a menudo dedican enormes esfuerzos para llegar hasta los votantes en cada uno de los 99 condados de Iowa.

## Demografía

Pirámide de edades de Iowa.

El censo nacional del 2000, de la Oficina del Censo de los Estados Unidos, calculó la población de Iowa en 2 926 324 habitantes, un crecimiento del 5.4 % respecto a la población del estado en 1990, de 2 776 755 habitantes. Una estimación realizada en 2005 calculó la población del estado en 2 966 334 habitantes, un crecimiento del 6.8 % respecto a la población del estado en 1990, que fue del 1.4 %, respecto a la población del estado en 2000, y del 0.5 % respecto a la población estimada en 2004. La estimación de 2011 es 3 062 309.
El crecimiento natural de la población de Iowa entre 2000 y 2005 fue de 53 706 habitantes —197 163 nacimientos menos 143 457 fallecimientos— el crecimiento de la población causado por la inmigración fue de 29 386 habitantes, mientras que la migración interestatal mostró una pérdida de 41 140 habitantes. Entre 2000 y 2005, la población de Iowa creció en 39 952 habitantes, y entre 2004 y 2005, en 13 430 habitantes.

### Composición étnica
| Raza y etnia                  | Alone | Alone | Total | Total |
| ----------------------------- | ----- | ----- | ----- | ----- |
| Blancos no hispanos o latinos | 82.7% | 82.7  | 85.9% | 85.9  |
| hispanos y latinoamericanos   | —     |       | 6.8%  | 6.8   |
| Afroamericano (no hispano)    | 4.1%  | 4.1   | 5.2%  | 5.2   |
| asiático-americanos           | 2.4%  | 2.4   | 3.0%  | 3     |
| Nativo americano              | 0.3%  | 0.3   | 1.4%  | 1.4   |
| Isleño del Pacífico           | 0.2%  | 0.2   | 0.3%  | 0.3   |
| Otro                          | 0.3%  | 0.3   | 1.0%  | 1     |

|  | 50–60% 60–70% 70–80% 80–90% 90%+ |

Map of counties in Iowa by racial plurality, per the 2020 U.S. census

Una nueva estimación de la Oficina del Censo de 2006 calculó la población del estado en 2 982 085 personas, cuya composición étnica era la siguiente:
- El 91.0 % son blancos (europeos o descendientes de europeos).
- El 3.8 % son latinos o hispanos (entre los que predominan los mexicanos).
- El 2.3 % son afroamericanos.
- El 1.5 % son asiáticos.
- El resto lo conforman personas de otros orígenes étnicos.

La población de origen latino/hispano es la de más rápido crecimiento, debido a las altas tasas de fecundidad de las mujeres latinas residentes en los Estados Unidos, y también debido a la inmigración legal e ilegal proveniente de América Latina y el Caribe.
Los cinco mayores grupos de Iowa por su ascendencia son: alemanes (que forman el 35.7 % de la población del estado) irlandeses (13.5 %), ingleses (9.5 %), estadounidenses (6.6 %, la mayoría son descendientes de escoceses o irlandeses) y noruegos (5.7 %).

### Educación

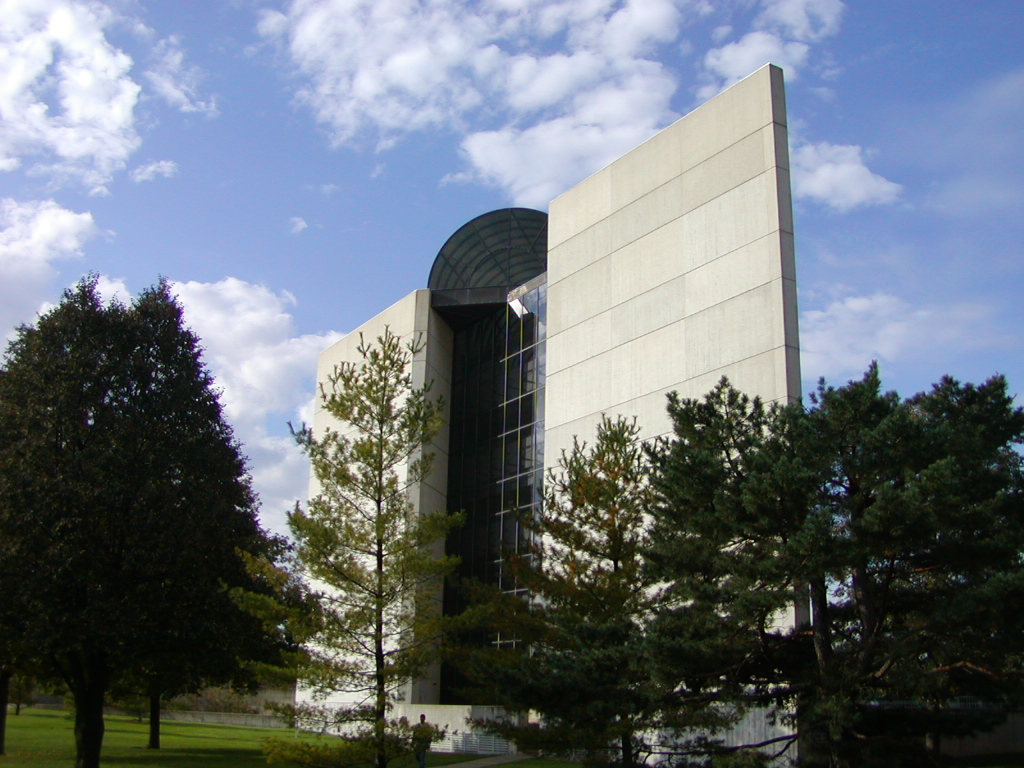
Universidad del Estado de Iowa

La primera escuela del estado, una escuela privada, fue fundada en 1830, cuando Iowa aún formaba parte del Territorio de Míchigan, en el que es actualmente el condado de Lee. El gobierno del Territorio del Míchigan aprobó en 1820 presupuestos para la construcción de las primeras escuelas públicas de Iowa. En 1858, ya como estado, el gobierno de Iowa aprobó la creación de un sistema de educación pública, en 1858, compuesto enteramente por escuelas de educación primaria. El sistema de escuelas públicas de Iowa pasó a incluir escuelas de enseñanza secundaria en 1911. El estado hizo obligatoria la atención escolar en 1902.
Actualmente, todas las instituciones educacionales en Iowa deben cumplir con los reglamentos y patrones dictados por el Consejo Estatal de Educación de Iowa. Este consejo controla directamente el sistema de escuelas públicas del estado, que está dividido en diferentes distritos escolares. El consejo está compuesto por nueve miembros escogidos por el gobernador, más un director de educación, que preside el consejo, también escogido por el gobernador. El mandato de los miembros del consejo es indeterminado, dado que el gobernador tiene la facultad de sustituir cualquier miembro cuando quiera. Cada ciudad principal (city), diversas ciudades secundarias (towns) y cada condado es atendido(a) por un distrito escolar. En las ciudades, la responsabilidad de administración del sistema escolar público son de los distritos municipales, mientras que en regiones menos densamente habitadas esta responsabilidad es de los distritos escolares, que operan en todo el condado en general. Iowa permite el funcionamiento de «escuelas chárter» —escuelas públicas independientes, que no son administradas por distritos escolares pero que dependen de presupuestos públicos para su funcionamiento—. La atención escolar es obligatoria para todos los niños y adolescentes de más de siete años de edad, hasta la conclusión de la enseñanza secundaria o hasta los quince años de edad.
En 1999, las escuelas públicas atendieron a cerca de 497 300 estudiantes, y emplearon aproximadamente a 33 500 profesores. Las escuelas privadas atendieron a cerca de 49 600 estudiantes, y emplearon aproximadamente a 3500 profesores. El sistema de escuelas públicas del estado consumió cerca de 3110 millones de dólares, y el gasto de las escuelas públicas fue de aproximadamente 6500 dólares por estudiante. Cerca del 88 % de los habitantes del estado con más de 25 años de edad poseen un diploma de educación secundaria.
La primera biblioteca pública de Iowa fue fundada en 1853, en Fairfield. Actualmente, las bibliotecas públicas de Iowa mueven anualmente cerca de 7.6 libros por habitante.
La primera institución de educación superior fue la Universidad de Iowa, cuya creación fue aprobada en 1847, y fundada en 1858, en Iowa City, y es actualmente la mayor universidad del estado. Actualmente, Iowa posee 62 instituciones de educación superior, de las cuales 18 son públicas y 44 son privadas.

### Religión

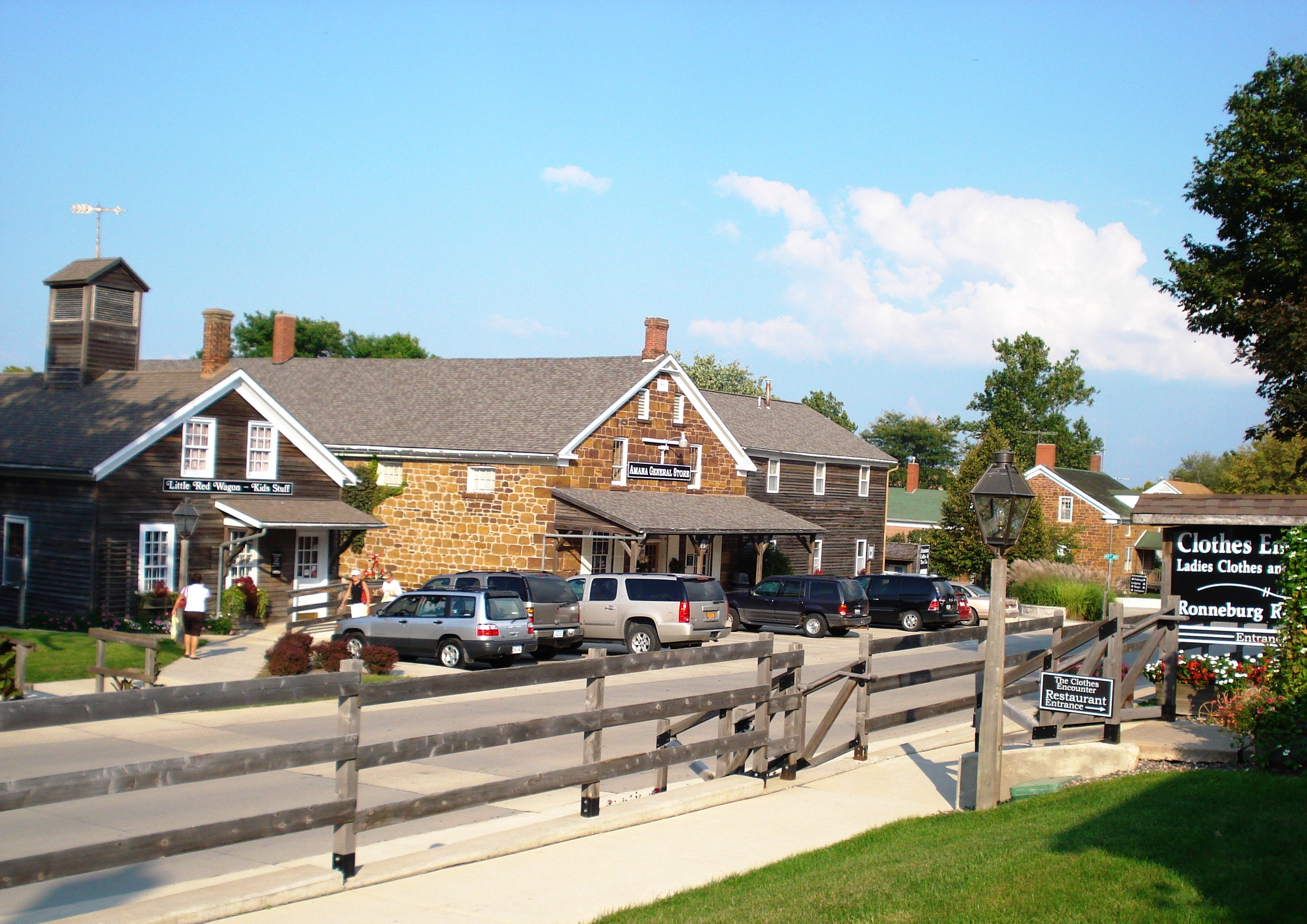
Colonias Amana, fundadas por pietistas alemanes.

Porcentaje de la población por afiliación religiosa:
Religión 2019
- Cristianos – 78 % - 2 484 141
  - Protestantes – 60 % - 1 910 878
  - Católicos – 18 % - 573 263
- Otras religiones – 1% - 31 847
- Sin religión – 21 % - 668 807

### Principales ciudades

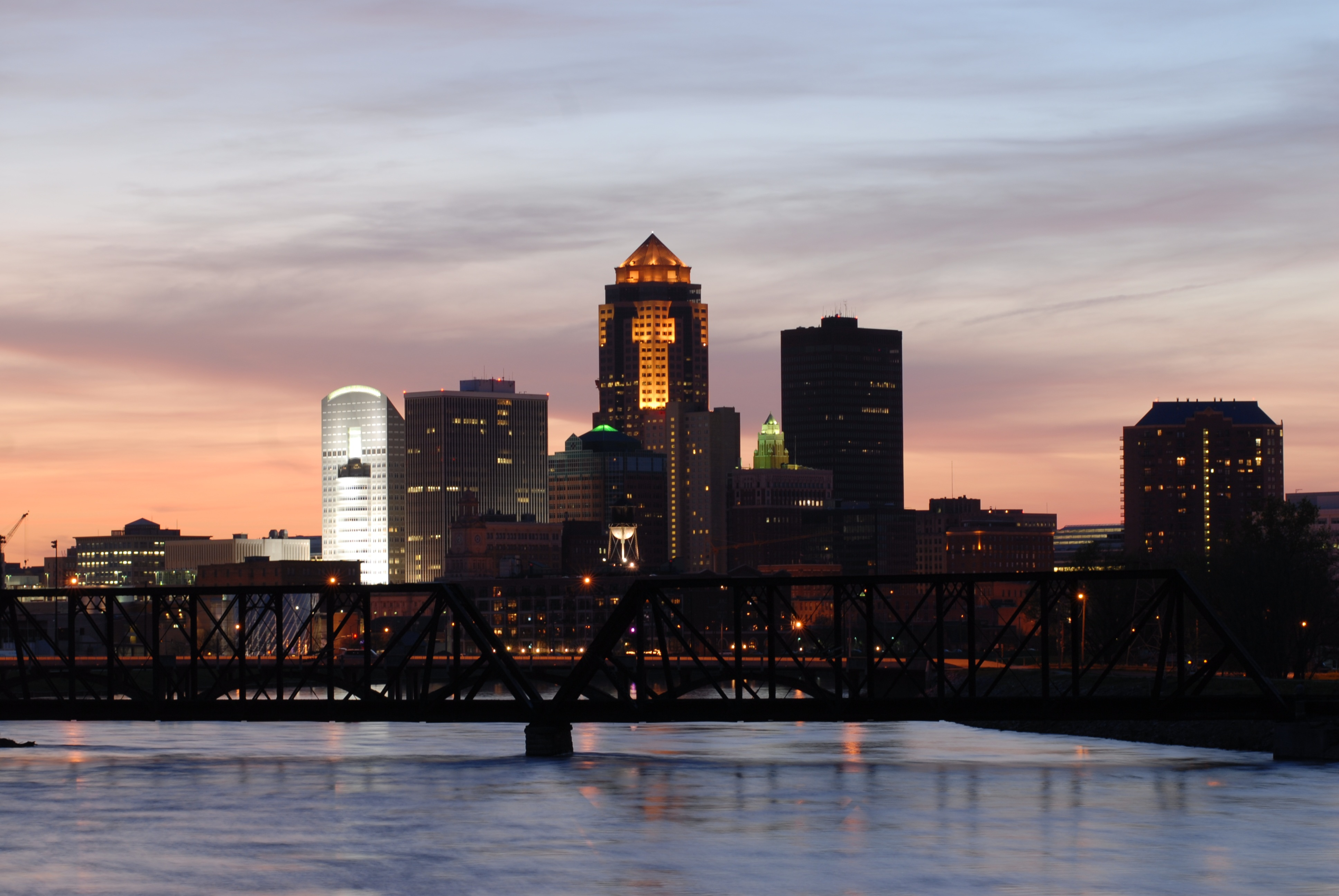
Des Moines, capital del estado.

Población > 100 000 (área urbana)
- Des Moines
- Cedar Rapids
- Davenport
- Sioux City
- Waterloo
- Iowa City
- Council Bluffs

Población > 10 000 (área urbana)
- Dubuque
- Ames
- West Des Moines
- Cedar Falls
- Fort Madison
- Clinton
- Burlington
- Muscatine
- Newton
- Keokuk
- Pella
- Bettendorf
- Cedar Falls
- Fayette

## Economía

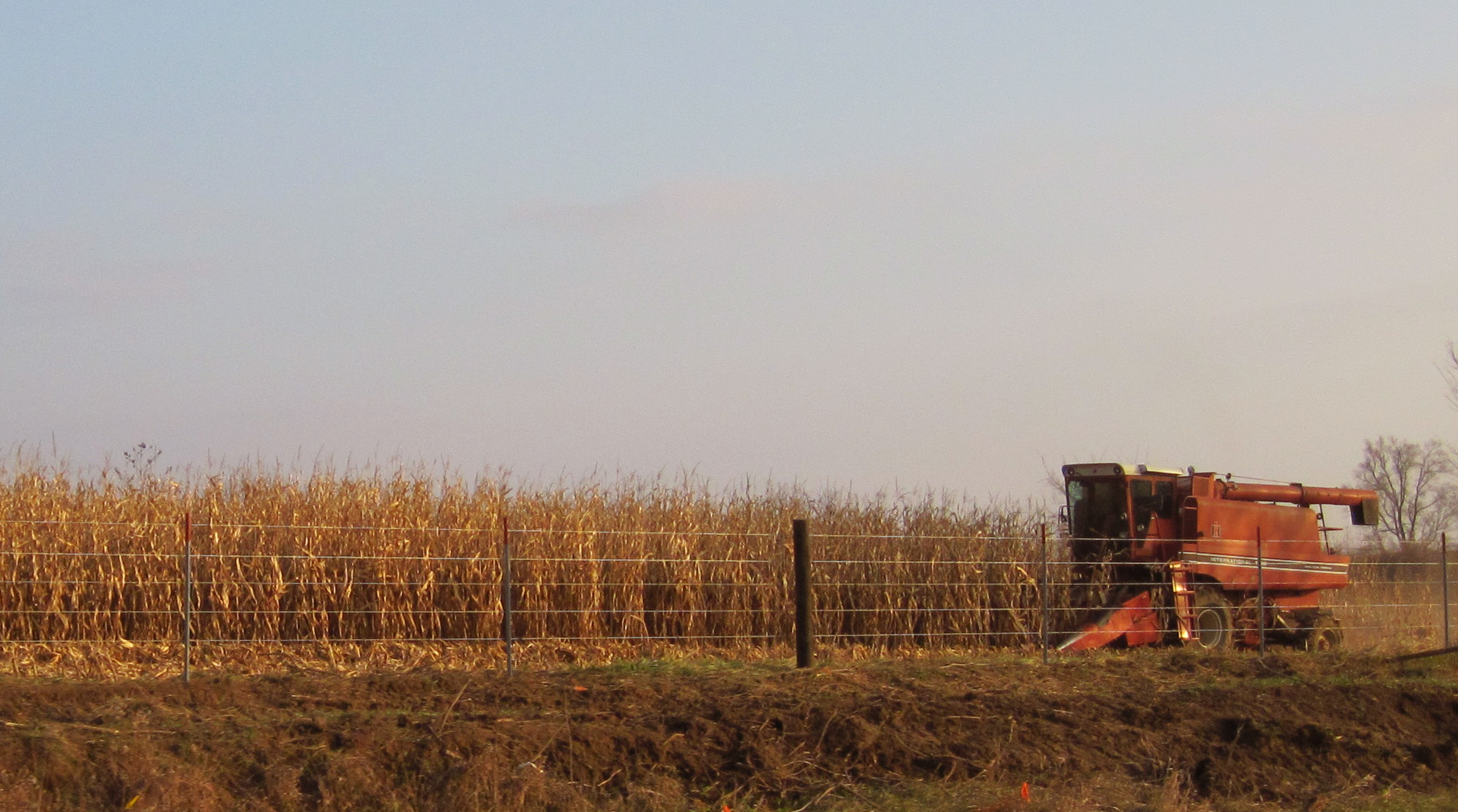
Siega de maíz en el Condado de Jones.

El producto interno bruto (PIB) de Iowa fue de 103 000 millones de dólares en 2003. La renta per cápita del estado, por su parte, fue de 28 340 dólares. La tasa de desempleo de Iowa fue del 4.1 %.
El sector primario supone el 4 % del PIB de Iowa. Juntas, la agricultura y la ganadería responden por el 4 % del PIB de Iowa, y emplean aproximadamente a 136 000 personas. Los efectos de la pesca y de la silvicultura son poco importantes en la economía del estado. Iowa posee cerca de 94 000 granjas, que cubren más del 90 % del estado. Solo Nebraska posee un porcentaje mayor en relación con el área del estado cubierta por granjas. Iowa es el mayor productor de maíz de Estados Unidos, produciendo aproximadamente un quinto del maíz producido en el país. Iowa también posee el mayor rebaño porcino del país. El estado también es uno de los mayores productores de soja del país. Iowa concentra cerca de un cuarto de la cabaña porcina estadounidense. Otros productos importantes de la agropecuaria de Iowa son la paja, avena, manzanas, legumbres y rebaños bovinos.

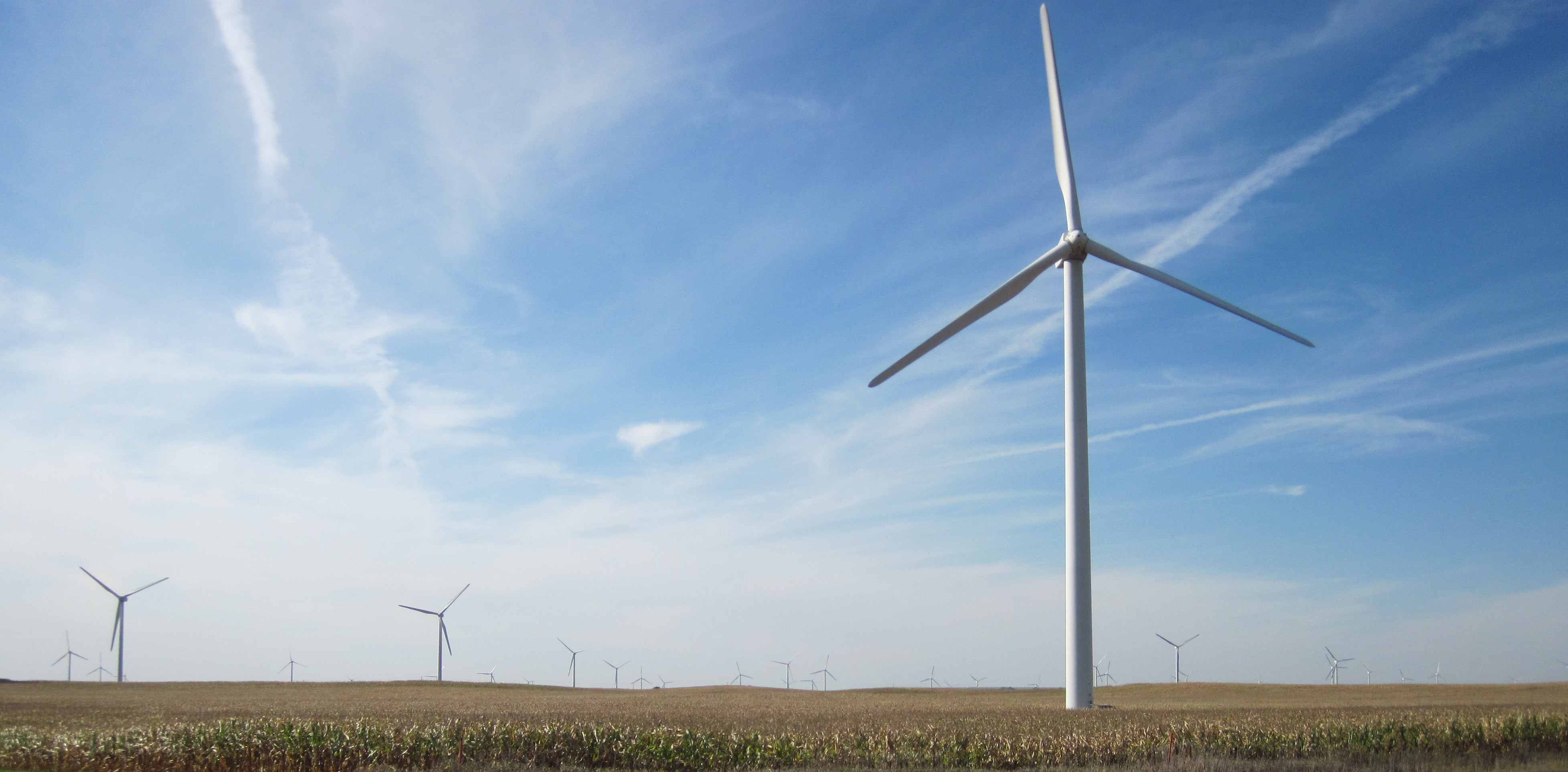
Aerogeneradores cerca de la ciudad de Williams.

El sector secundario supone el 26 % del PIB. La industria de manufactura aporta el 22 % del PIB del estado y emplea aproximadamente a 267 000 personas. El valor total de los productos fabricados en el estado es de 31 000 millones de dólares. Los principales productos industrializados fabricados en el estado son alimentos industrialmente procesados, maquinaria, productos químicos, equipamientos eléctricos y vehículos de transporte. Iowa es el mayor productor de etanol del país. La industria de construcción supone el 4 % del PIB del estado, y emplea aproximadamente a 100 000 personas. Los efectos de la minería en la economía del estado son poco importantes, y emplea a cerca de 3000 personas. El principal recurso natural mineral en el estado es la caliza.
El sector terciario aporta el 70 % del PIB. Aproximadamente el 17 % del PIB del estado se genera a través de servicios comunitarios y personales. Este sector emplea a cerca de 535 000 personas. El comercio al por mayor y al por menor supone el 16 % del PIB del estado, y emplea aproximadamente a 420 000 personas. Los servicios financieros e inmobiliarios responden por cerca del 16 % del PIB del estado, y dan empleo aproximadamente a 135 000 personas. Des Moines es el centro financiero del estado, el segundo mayor centro de la industria de seguros de los Estados Unidos (detrás sólo de Hartford (Connecticut) y el tercero mayor del mundo (detrás de Londres y Hartford). Los servicios públicos suponen un 12 % del PIB de Iowa, y generan empleo aproximadamente a 254 000 personas. Los transportes, las telecomunicaciones y las utilidades públicas emplean a 92 000 personas, y responden por el 9 % del PIB de Iowa. Cerca del 85 % de la electricidad generada en el estado se produce en centrales termoeléctricas a carbón o a petróleo. La única central nuclear del estado, el Duane Arnold Energy Center, produce el 11 %, y las centrales hidroeléctricas producen aproximadamente el 2 %.

## Transportes y medios de comunicación

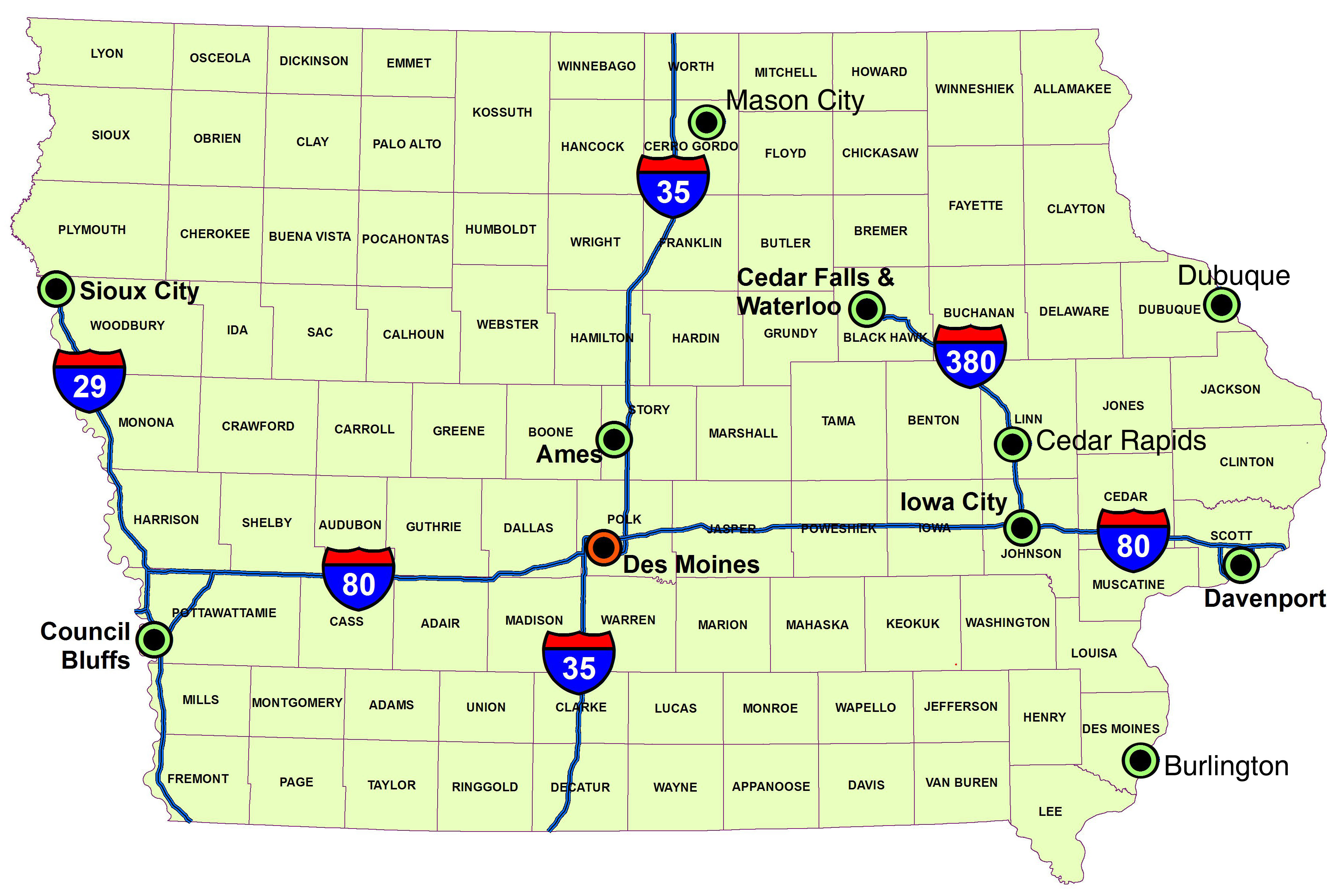
Carreteras interestatales de Iowa.

Des Moines es el principal centro de transportes de Iowa. Es un importante centro viario y ferroviario de la región Centro-Oeste de Estados Unidos, y posee el principal aeropuerto del estado, el Aeropuerto Internacional de Des Moines. En 2002, Iowa poseía 6537 kilómetros de vías férreas.
En 2003, el estado poseía 182 686 kilómetros de vías públicas, de los cuales 1259 kilómetros eran carreteras interestatales, consideradas parte del sistema federal viario de los Estados Unidos.
El primer periódico de Iowa, el Dubuque Visitor, se publicó por primera vez en 1836, en Dubuque, y la publicación duró sólo hasta 1837. El periódico más antiguo del estado aún en circulación, por su parte, es el Hawk Eye, que se publicó por primera vez en 1837, en Burlington, con el nombre de Wisconsin Territorial Gazette and Burlington Advertiser. Actualmente, se imprimen en el estado cerca de trescientos setenta periódicos, de los cuales treinta y siete son diarios.
La primera estación de radio fue fundada en 1919, en Iowa City. La primera estación de televisión del estado fue fundada en 1949, también en Iowa City. Actualmente, Iowa posee doscientas ocho estaciones de radio —de las cuales ochenta y cuatro son AM y 124 son FM— y veintiuna estaciones de televisión.

## Cultura

### Deporte
Iowa tuvo un único equipo deportivo de grandes ligas: los Waterloo Hawks disputaron la National Basketball Association en la temporada 1949/50. Desde entonces, el estado solamente ha tenido equipos profesionales en ligas menores, tales como los Iowa Cubs de la Pacific Coast League, el Iowa Energy de la NBA D-League y los Iowa Stars y Iowa Wild de la American Hockey League.
En deporte universitario, los dos equipos más destacados del estado son los Iowa Hawkeyes de la Big Ten Conference y los Iowa State Cyclones de la Big 12 Conference. Los Hawkeyes han ganado el Rose Bowl y el Orange Bowl de fútbol americano.
El Iowa Speedway es un circuito oval inaugurado en 2006, que ha albergado carreras de automovilismo de la IndyCar Series, la NASCAR Nationwide Series y la NASCAR Truck Series. En tanto, el óvalo de Knoxville alberga desde 1961 los Knoxville Nationals, una de las principales carreras de sprint cars del país.
En cuanto a golf, el PGA Tour tiene un torneo anual en Iowa desde 1971 y el Champions Tour desde 2001. También se celebró allí el Abierto de Estados Unidos de Veteranos de 2011 y se realizará la Copa Solheim 2017.
El luchador de WWE, Seth Rollins es nativo de Davenport, conocido por poseer siete reinados mundiales en WWE y Ring Of Honor.

### Música
En este estado, más específicamente en la ciudad de Des Moines se fundó en 1995 la banda de Groove metal y Metal alternativo, Slipknot, la cual es posiblemente el acto musical más popular y exitoso proveniente de este estado.

### Símbolos del estado

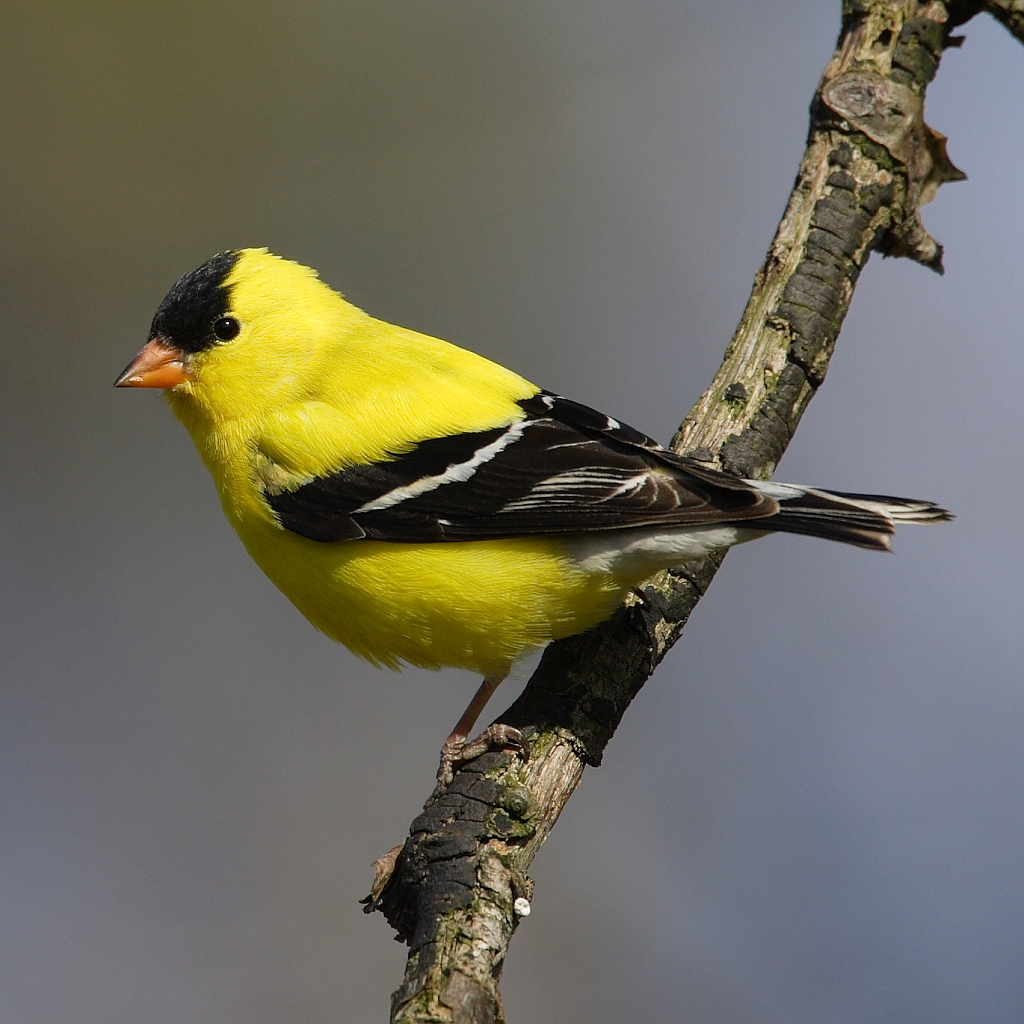
El jilguero, uno de los símbolos de Iowa.

- Árbol: Roble[17]
- Flor: Rosa silvestre[17] (Rosa pratincola)
- Apodos:
  - Hawkeye State
  - Cyclone State (no oficial)
  - Tall Corn State (no oficial)
- Lema: Our liberties we prize, and our rights we will maintain (Nuestras libertades valoramos, y nuestros derechos mantendremos)[17]
- Música:
  - The Song of Iowa
  - Iowa State Fight Song
  - The Bells of Iowa State
- Buques:
  - Clase Iowa
  - USS Iowa (BB-4)
  - USS Iowa (BB-53)
  - USS Iowa (BB-61)
- Pájaro: Carduelis tristis[17]
- Piedra: Geoda[17]
- Pez: Ictalurus punctatus (pendiente)
- Lemas:
  - Life Changing (Cambio de vida)
  - Fields of Opportunity (Campos de oportunidades)